# Gmina związkowa Deidesheim
Gmina związkowa Deidesheim (niem. Verbandsgemeinde Deidesheim) – gmina związkowa w Niemczech, w kraju związkowym Nadrenia-Palatynat, w powiecie Bad Dürkheim. Siedziba gminy związkowej znajduje się w mieście Deidesheim.

## Podział administracyjny
Gmina związkowa zrzesza pięć gmin, w tym jedną gminę miejską (Stadt) oraz cztery gminy wiejskie:
1. Deidesheim
2. Forst an der Weinstraße
3. Meckenheim
4. Niederkirchen bei Deidesheim
5. Ruppertsberg